# Кривопускина, Ираида Степановна
Ираида Степановна Кривопускина (7 декабря 1925 года, Елань, Саратовская губерния, РСФСР — 13 сентября 2016 года, Орёл, Российская Федерация) — советский тренер по лёгкой атлетике. Заслуженный тренер РСФСР. Судья всесоюзной категории. Почётный гражданин города Орла (2010).

## Биография
Родилась в селе Елань Балашовского уезда Саратовской губернии (ныне — в составе Волгоградской области), была младшей из 17 детей. В 1928 году семья переехала в Грозный.  В 1940 году, окончив 7 классов школы, она поступила в кооперативный техникум. Участница Великой Отечественной войны.
Спортивную карьеру начала в послевоенные годы, участвовала в эстафетах, пять раз выигрывала чемпионат РСФСР. Затем окончила Ленинградские высшие курсы тренеров при институте физкультуры имени Лесгафта, затем Московский институт физкультуры, после чего работала директором детской спортивной школы в Грозном.
В середине 1960-х годов, по приглашению руководства орловского «Спартака», переехала в Орёл вместе со своим девятилетним сыном, и стала работать тренером. Была тренером-преподавателем в ГОУ ДОД «Специализированная детско-юношеская школа Олимпийского резерва № 1». Также вела группу общефизической подготовки в спортивно-реабилитационном центре инвалидов. Работала заместителем директора по спортивно-массовой работе ДЮСШ № 4. Являлась членом правления Союза ветеранов спорта Орловщины.
В 2008 году была внесена в Книгу почёта Орла, а в 2010 году ей присвоено звание Почётного гражданина Орла.
В 2011 году она была советником мэра Орла по спорту.
Наиболее известными спортсменами среди воспитанников Кривопускиной являются:
- Валентина Тихомирова — чемпионка Европы 1966 года, участница двух Олимпиад (1968, 1972)[1],
- Татьяна Денисова — бронзовый призёр чемпионата СССР 1979 года[8].

Похоронена на Лужковском кладбище.

## Награды и звания
- Ветеран Великой Отечественной войны[10]
- Заслуженный тренер РСФСР.
- Судья всесоюзной категории.
- Отличник физической культуры.
- Орден «Знак Почёта».
- Орден «Золотая звезда за верность России».
- Медаль «За доблестный труд в годы Великой Отечественной войны»
- Медаль «Ветеран труда».
- Медаль «50 лет Победы в ВОВ».
- Медаль «65 лет Победы в ВОВ»[11].
- Юбилейный знак «70 лет Орловской области» (2007)[12].
- Почётная грамота Губернатора Орловской области (2015)[13].